# John Francis Barnett
Pour les articles homonymes, voir Barnett.
John Francis Barnett, né le 16 octobre 1837 à Londres et mort dans cette même ville le 24 novembre 1916, est un compositeur britannique. Il est le neveu de John Barnett.

## Biographie
John Francis Barnett fait ses premières études musicales à Londres et à Leipzig.
Il est nommé professeur au Royal College of Music en 1883.
Il compose une symphonie, plusieurs ouvertures symphoniques et plusieurs cantates, dont certaines s'inspirent d'œuvres littéraires. On compte parmi ses oratorios, The Raising of Lazarus, créé à Londres le 18 juin 1873. Il publie un livre : Musical Reminiscences and Impressions, publié à Londres en 1906.